# ديك هولاندر
ديك هولاندر (بالهولندية: Dick Hollander)‏ هو لاعب كرة قدم هولندي في مركز الوسط، ولد في 28 يناير 1941 في أمستردام في هولندا. لعب مع Hollandia Victoria Combinatie ‏.